# Tourliac
Tourliac – miejscowość i gmina we Francji, w regionie Nowa Akwitania, w departamencie Lot i Garonna.
Według danych na rok 1990 gminę zamieszkiwały 104 osoby, a gęstość zaludnienia wynosiła 11 osób/km² (wśród 2290 gmin Akwitanii Tourliac plasuje się na 1072. miejscu pod względem liczby ludności, natomiast pod względem powierzchni na miejscu 1102.).